# Сосновка (Білоярський район)
Сосно́вка (рос. Сосновка) — селище у складі Білоярського району Ханти-Мансійського автономного округу Тюменської області, Росія. Адміністративний центр та єдиний населений пункт Сосновського сільського поселення.
Населення — 1478 осіб (2017, 1414 у 2010, 1484 у 2002).
Національний склад станом на 2002 рік: росіяни — 64 %.